# Storrödtjärnen, Härjedalen
Storrödtjärnen är en sjö i Härjedalens kommun i Härjedalen och ingår i Ljusnans huvudavrinningsområde. Sjön har en area på 0,0984 kvadratkilometer och ligger 913,7 meter över havet.

## Delavrinningsområde
Storrödtjärnen ingår i det delavrinningsområde (694762-131897) som SMHI kallar för Utloppet av Bodhån. Medelhöjden är 918 meter över havet och ytan är 0,77 kvadratkilometer. Räknas de 2 avrinningsområdena uppströms in blir den ackumulerade arean 12,16 kvadratkilometer. Anderssjöån som avvattnar avrinningsområdet har biflödesordning 3, vilket innebär att vattnet flödar genom totalt 3 vattendrag innan det når havet efter 416 kilometer. Avrinningsområdet består mestadels av skog (86 procent). Avrinningsområdet har 0,1 kvadratkilometer vattenytor vilket ger det en sjöprocent på 12,9 procent.